# Caligo ibycus
Caligo ibycus är en fjärilsart som beskrevs av Hans Fruhstorfer 1910. Caligo ibycus ingår i släktet Caligo och familjen praktfjärilar. Inga underarter finns listade i Catalogue of Life.